# スマチノーゴ
スマチノーゴは、2022年9月7日から2023年9月30日までのおよそ1年間、東京都港区西新橋で開業していたレストランである。TAKANEが在日ウクライナ避難民支援のために発案、企画、開業、運営した。在日ウクライナ避難民7名を雇用し、精神面、経済面、物質面などで支援した。

## 経緯
2022年2月24日ロシアがウクライナへ侵攻し、3月に日本政府がウクライナ避難民受け入れを決定したことを受け、アーティストのTAKANEが日本へ避難したウクライナ人支援のために開業した。社会意識が強いビジネスパーソンが多い複数地域から新橋を選択して開業した。
内装デザイン、メニュー、ワインリストなどをTAKANEが制作して運営した。
面接を経て、東京都、神奈川県、埼玉県在住の30代から60代の女性6名と、東京都在住の20代の男性1名を雇用した。
国内外から多くの反響を得たが、戦争の長期化につれて一時帰国者が増えて運営が困難になり、開業1年後の9月30日に閉店した。

## コンセプト
TAKANEは支援の形態として、まず住居の提供、資金の提供、仕事の提供、物資の提供があり得るとし、その中から仕事の提供、つまり雇用を考えた。なぜなら、住居は政府が無償で提供し、金銭は財団法人などが提供していたため、最低限は保証されていた。そこで雇用による支援に焦点を当てた。避難民を雇用すれば、さらなる経済的な支援になるだけでなく、直接避難民たちと接触する機会がつくれることになり、精神面や物質面も支えることができると考えたからである。日本語が話せなくても労働可能な職種であり、しかも比較的大人数を雇用できる形態として、レストランを立ち上げることを発案した。
当時ウクライナ避難民は、日本語が話せないことが障害となり、梱包や荷物の集荷など手作業を中心とした孤独な労働に就くことが多いと聞いたが、それでは孤独感や憂鬱を解消できないと考えたからである。日本人については、支援したいという気持ちを持ちつつも、具体的な支援方法が見つからずに、何もせずにいる人たちが多いことを知った。そこで、何らかの支援をしたいという思いを抱いている日本人たちに対し、ささやかでも行動を起こしやすくするために、避難民と直接接触できる機会をつくるのが良いと考え、レストランという形態を創造し、その中で避難民たちを雇用することを着想した。同時に、支援者が多数訪れる環境で働くことは、避難民たちにとっては、支援をしたいと思っている多くの日本人たちと毎日触れ合うことになり、安心感や勇気を得られるという意図があった。しかもレストランという、一般的に人が寛いで楽しむための空間であるならば、日本人にとっては避難民たちに対する心理的垣根を排除しやすく、より気軽に支援に対する行動が起こしやすくなるであろうし、避難民たちによっても、気持ちが軽くなりやすいという考えがあった。このような形で、避難民たちと現地在住者たちが直接に交流することで相互理解が進み、支援の輪が広がることを目指した。
避難民たちが日本文化を学ぶ一方で、日本人たちがウクライナ文化に触れる機会となり、両者の相互理解や交流を深めることが避難生活に安らぎをもたらすと考え、あえてウクライナ料理と日本料理のフージョン料理を提供していた。避難民たちがつくる生粋のウクライナ料理部門も設けていた。
店内では避難民スタッフたちの奮闘ぶりを窺い知ることができる読み物が定期的に刊行されるなど、避難民たちの生活を理解し、応援してもらえるための工夫が随所に施されていた。SNSなどにおいても、一般の料理店とは異なり、料理を宣伝する以上に避難民の活躍を紹介し、日本人客が彼女たちに共感し、親近感を抱くように工夫していた。
明るく安らぎを感じる内装デザインと同時に、気さくで友好的な雰囲気があった。内装デザインも、企画者自らが担当し、ウクライナの国旗を連想するパネルと、日本の国旗を連想するパネルが向かい合い、両者が調和的なコミュニケーションを図るという希望が象徴されている。TAKANEのコンセプトにしたがって、避難民の居心地よさを追求すると同時に、訪れた客が気軽に支援をしやすい風土を作り上げた。
「スマチノーゴ」はウクライナ語で「美味しい」や「美味しく召し上がれ」などの意味である。開業前にTAKANEがウクライナ料理を学ぶため、愛知県で避難生活するウクライナ人夫妻を訪問し、店名を相談して提案された候補から選んだ。

## 反響
近隣で働く多くの人々が趣旨を理解し、常連として足繁く通った。外国人や他県からの客も多かった。駐日ウクライナ大使、駐日アメリカ大使、欧州連合大使、アゼルバイジャン大使、ウクライナ国会議員、細川護煕元内閣総理大臣、国連高等難民弁務官事務局長、著名人、メディア関係者、などもたびたび来店した。

## 成果
多くの客が避難民らを励まし、来店の際に差し入れや支援金などを渡す客も多く、避難民を精神的に支えた。
ウクライナ大使、アメリカ大使、ヨーロッパ連合大使を始めとする政治家たちの来店も多く、直接避難民たちに対し、ウクライナ支援への意志を表明したことも、避難民たちの励みとなった。
多くのメディアが報じ、日本で避難生活する避難民を代表して思いを語ることができた。同じ境遇の避難者らが支援目的で共に働く場所は「スマチノーゴ」のみで、「第二の家族」と言えるほど強固な仲間意識を育んだ。仲間意識は、異国へ避難した最も困難な時期を精神的に支えた。

## メンバー

### 女性
- イリーナ（60代）ドニプロ出身、埼玉県在住（当時）
- オレーナ（50代）ドネツク出身、東京都在住（当時）
- リュドミラ（40代）キーウ出身、東京都在住（当時）
- ルバ（40代）キーウ出身、神奈川県在住（当時）
- ナタリア（40代）チェルカースィ出身、東京都在住（当時）
- アリーナ（30代）キーウ出身、神奈川県在住（当時）

### 男性
- セルヒ（20代）キーウ出身、東京都在住（当時）

そのほか、日本在住のウズベキスタン女性（40代）と、ウクライナ人女性留学生（20代）と、日本在住のウクライナ移民女性（40代）が、一時的に手伝っていた時期があった。

## YouTube番組「スマチノーゴの料理教室」
閉店後のウクライナ避難民スタッフたちの喪失感を埋めるためと、避難民スタッフたちのその後を案じるレストラン「スマチノーゴ」顧客の要望に応えるために始まったYouTube番組である。
2023年12月から2024年8月まで続き、全18回が公開された。毎月2回「スマチノーゴ」で人気のあったウクライナ料理を取り上げ、レシピを公開しながら避難民が料理をつくり、完成後には試食をしながらトークを繰り広げている。トークは、避難生活における近況報告、折に触れての真情吐露、料理文化を主としたウクライナ文化の紹介などを、TAKANEの司会のもとで、元避難民スタッフたちが楽しく自由に語るものである。
元避難民スタッフ同士の仲間意識を継続させることで長期化する避難生活における精神的拠り所を強化するという意図と、関心を寄せてくれた「スマチノーゴ」の顧客に対してスタッフのその後の生活を報告するという目的がある。さらに、広く日本人にウクライナ料理を知ってもらい、トークなどによって避難民の生活や心情を理解してもらうことで、ウクライナ国およびウクライナ避難民への関心を高める意図がある。
「スマチノーゴの料理教室」もTAKANEが企画し、撮影や編集を含め、制作のすべてをひとりで担っていた。なお、番外編「ウクライナ避難民の食卓」シリーズは、各ウクライナ避難民の自宅をTAKANEが訪問し、季節のウクライナ家庭料理を作ってもらうという企画である。全4回にわたり、「スマチノーゴ」の女性スタッフであった6名全員の自宅を訪問した。

## YouTube終了後
「スマチノーゴの料理教室」の公開が終了しても、元避難民スタッフたちから、再び一緒に集ってお客様に料理を提供したいという強い要望があると同時に、「スマチノーゴ」時代の顧客からも元スタッフたちとの再会を望む声が多いために、折に触れ、イベントを開催している。
- 「スマチノーゴ1日復活イベント」：カフェ・ピアッザ（港区新橋）　2024年10月21日

## メディア掲載

### 新聞
- 中日新聞　2022年8月24日[30]
- 読売新聞　2022年9月17日[31]
- 新橋経済新聞　2022年10月4日[32]
- 静岡新聞　2022年10月6日[33]
- 東京新聞　2022年10月8日[34]
- 中日新聞　2022年10月19日[11]
- 朝日新聞　2022年12月26日[35]
- 日本経済新聞　2023年2月22日[36]
- スポーツ報知　2023年2月24日[22]
- 神戸新聞　2023年2月24日[37]
- 京都新聞　2023年2月25日[38]
- 神奈川新聞　2023年2月26日[39]
- 朝日新聞　2023年2月27日[10]
- 静岡新聞　2023年2月28日[40]
- 熊本日日新聞　2023年3月1日[41]
- 秋田さきがけ新聞　2023年3月2日[42]
- 大阪日日新聞　2023年3月4日[43]
- 日本海新聞　2023年3月4日[44]
- The Japan Times（英字）　2023年3月6日[45]
- The Mainichi（英字）　2023年3月6日[46]
- 読売新聞　ジュニアプレス　2023年3月9日[6]
- 産経新聞　2023年5月8日[47]
- 東京新聞　2023年9月30日[7]
- 東京新聞　2023年12月21日[28]
- 新橋経済新聞　2024年10月9日[48]

### オンラインニュース
- 日経ビジネス　2022年12月23日[3]
- LINEニュース　2023年2月22日[24]
- European Pressphoto Agency（英字）　2023年2月22日[23]
- 共同通信 英字版　2023年2月25日[21]
- Yahoo! JAPAN SDGs　2023年2月28日[2]
- Japan Forward（英字）　2023年5月8日[49]
- ロイター（英字）　2023年5月19日[19]
- Yahoo!ニュース　2024年10月9日[50]

### TV
- NHK 首都圏情報ネタドリ！！ 特集　2022年10月28日[51]
- NHK おはよう日本　2022年11月17日[52]
- 台湾TVニュース「台湾民視新聞」　2023年2月19日[53]
- TBS Nスタ　2023年2月24日[54]
- NHK おはよう日本 特集　2023年3月3日[55]
- アメリカ国営TVニュース「Voice of Ameria」　2023年6月24日[17]

### ラジオ
- NHK Nらじ 特集　2022年11月16日[56]
- ニッポン放送　2023年2月9日[57]
- TBS 人権TODAY　2023年6月3日[18]
- 文化放送　2023年7月18日[8]

### 雑誌
- 散歩の達人　2022年12月21日[58]
- MORE　2023年3月28日[59]
- 東京人　2023年5月2日[60]

### オンライン雑誌
- Tokyo Weekender（英字）　2023年3月30日[20]
- Hanako　2023年6月14日[9]

### YouTube
- アンナ・ミッチェル　2022年9月20日[61]
- 池上彰と増田ユリヤのYoutube学園　2023年5月3日[1]
- 散歩の達人　2024年3月8日[62]

### その他
- ホームページ「国連UNHCR」単独インタヴュー　2023年11月27日[5]
- ネット生配信「国連UNHCR」ゲスト　2023年12月14日[4]